# Li Jie (atirador com rifle)
Li Jie (Xi'an, 25 de agosto de 1979) é um atirador olímpico chinês, medalhista olímpico.

## Carreira
Li Jie representou a China nas Olimpíadas de 2004, conquistou a medalha de prata em 2004, no Rifle 10m.